# Кулантобе
Кулантобе́ (каз. Құлантөбе) — разъезд в Алматинской области Казахстана. Находится в подчинении городской администрации Капшагая. Входит в состав Шенгельдинского сельского округа. Код КАТО — 191637500.

## Население
В 1999 году население разъезда составляло 41 человек (24 мужчины и 17 женщин). По данным переписи 2009 года в разъезде проживало 30 человек (18 мужчин и 12 женщин).